# Прва загорска ударна бригада
Прва загорска народноослободилачка ударна бригада НОВЈ формирана је 10. маја 1944. године у Селници, код Марије Бистрице од Ударног батаљона Западне групе НОП одреда 10. загребачког корпуса и 2. и 3. батаљона Загорског НОП одреда. Имала је 3 батљона са око 500 бораца. Дејствовала је у Хрватском загорју и Подравини.

## Борбени пут бригаде
Истакла се при нападу на усташко упориште у Миховљану код Златара 14. маја, код Голубовца 15. јуна, с јединицама 32. загорске дивизије против Немаца, усташа и домобрана код Трновца и Широког Села (код Крижеваца) 8. јула и код Горњег Крижа, Тополовца и Павлин Клоштра 13. јула. У августу је водила борбе код Горњег и Доњег Јесења, Хромеца, Петровског, септембра код Подрута, у Мирковцу, октобра код Лобора, Вараждинбрега, Лужана и Вараждинских Топлица, Код села Лепавине, Мале и Велике Мучне (комуникација Крижевци-Копривница), бригада је 10. и 11. децембра успешно напала делове немачке Прве козачке коњичке дивизије, а 15. децембра код Света Три Краља (код Копривнице) одбила је напад немачких и усташких снага. Бригада је 11. фебруара 1945. године ушла у састав 32. загорске дивизије, водила до краја рата борбе у Подравини, Калнику и Хрватском загорју.